# Toni Vodišek
Toni Vodišek, slovenski jadralec na deski s padalom, * 7. junij 2000, Izola.
Vodišek je postal svetovni prvak v razredu Formula Kite leta 2022, leta 2023 pa podprvak. Na evropskih prvenstvih je v letih 2019 in 2022 osvojil srebrno medaljo. Nastopil je na Poletnih olimpijskih igrah 2024 ob prvi uvrstitvi razreda Formula Kite na olimpijske igre in osvojil srebrno medaljo.